# Taeniodera flavosparsa
Taeniodera flavosparsa är en skalbaggsart som beskrevs av Waterhouse 1888. Taeniodera flavosparsa ingår i släktet Taeniodera och familjen Cetoniidae. Inga underarter finns listade i Catalogue of Life.